# Île Santa Isabel
L'île Santa Isabel  est située dans la province d'Isabel aux îles Salomon.

## Histoire
Le premier contact européen avec les îles Salomon se fit sur cette île en 1568 par l'explorateur espagnol Álvaro de Mendaña où un village fut érigé et un bateau construit pour faire des relevés topographiques de la mer et les îles environnantes.
Cependant, les espagnols éveillèrent rapidement l’inimitié des autochtones. Ne trouvant pas d'or et peu de nourriture, assaillis par les îliens et par la maladie, ils déplacèrent leur colonie sur le site de Honiara à Guadalcanal.
Jean-François de Surville redécouvre l'île le 13 octobre 1769 et la nomme Port-Praslin. Il y rencontre des autochtones qui très rapidement, et à leur surprise, se montrent violents envers les visiteurs. L'historique du passage des espagnols expliquent peut-être cette sauvagerie.

## Géographie
Située (8°00'21" S. lat., 159°01'50" E. long.), l’île Santa Isabel a une superficie de 2 999 km2. Le point culminant de l’île est le mont Sasari qui se situe à 1 220 m au-dessus du niveau de la mer. La ville de Buala (en) est le centre administratif de l’île.

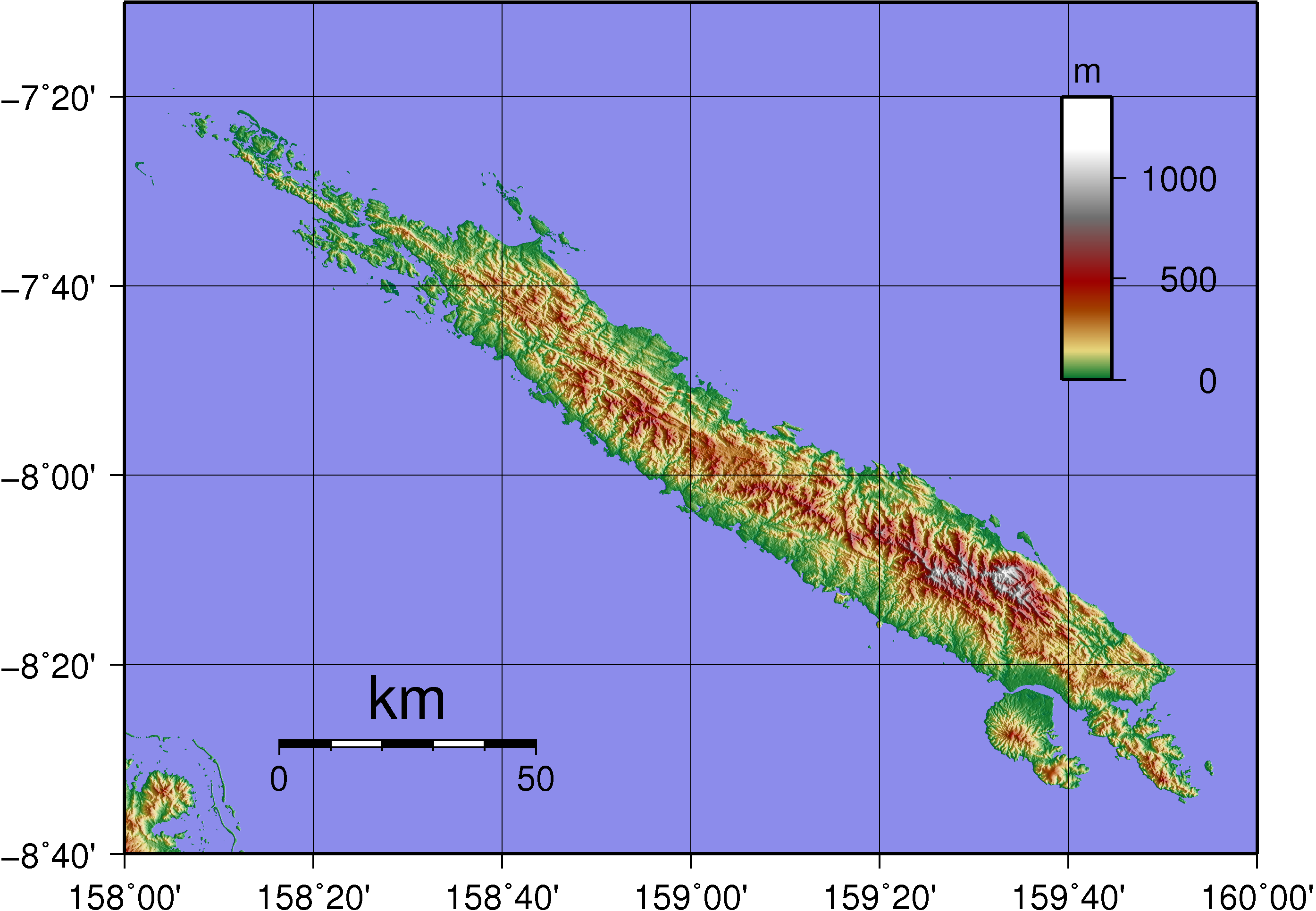
Carte topographique de Santa Isabel.